# Enicospilus aurangabadensis
Enicospilus aurangabadensis är en stekelart som beskrevs av Rao 1970. Enicospilus aurangabadensis ingår i släktet Enicospilus och familjen brokparasitsteklar. Inga underarter finns listade i Catalogue of Life.